# Карбонат свинца(II)
Карбонат свинца(II) — неорганическое соединение, соль металла свинца и угольной кислоты с формулой PbCO3, бесцветные кристаллы, не растворимые в воде.

## Получение
- В природе встречается минерал церуссит — карбонат свинца PbCO3 с различными примесями.

- Пропуская углекислый газ через охлаждённый раствор ацетата свинца:

{\displaystyle {\mathsf {Pb(CH_{3}COO)_{2}+CO_{2}+H_{2}O\ {\xrightarrow {10^{o}C}}\ PbCO_{3}\downarrow +2CH_{3}COOH}}}
- Реакция растворимой соли двухвалентного свинца и концентрированного раствора карбоната натрия:

{\displaystyle {\mathsf {Pb(NO_{3})_{2}+Na_{2}CO_{3}\ {\xrightarrow {10^{o}C}}\ PbCO_{3}\downarrow +2NaNO_{3}}}}

## Физические свойства
Карбонат свинца(II) образует бесцветные кристаллы ромбической сингонии, пространственная группа P nam, параметры ячейки a = 0,61302 нм, b = 0,84800 нм, c = 0,51726 нм, Z = 4.
Не растворим в воде и этаноле.

## Химические свойства
- Гидролизуется кипящей водой:

{\displaystyle {\mathsf {2PbCO_{3}+H_{2}O\ {\xrightarrow {100^{o}C}}\ Pb_{2}(OH)_{2}CO_{3}\downarrow +CO_{2}\uparrow }}}
- При нагревании разлагается:

{\displaystyle {\mathsf {2PbCO_{3}\ {\xrightarrow[{-CO_{2}}]{}}\ PbCO_{3}\cdot PbO\ {\xrightarrow[{-CO_{2}}]{315^{o}C}}\ 2PbO}}}
- Реагирует с кислотами и щелочами:

{\displaystyle {\mathsf {PbCO_{3}+2HCl\ {\xrightarrow {}}\ PbCl_{2}+CO_{2}\uparrow +H_{2}O}}}
{\displaystyle {\mathsf {2PbCO_{3}+2NaOH\ {\xrightarrow {}}\ Pb_{2}(OH)_{2}CO_{3}+Na_{2}CO_{3}}}}
{\displaystyle {\mathsf {PbCO_{3}+4NaOH\ {\xrightarrow {}}\ Na_{2}[Pb(OH)_{4}]+Na_{2}CO_{3}}}}
- При насыщении водной суспензии углекислым газом переходит в растворимый гидрокарбонат:

{\displaystyle {\mathsf {PbCO_{3}+CO_{2}+H_{2}O\ \rightleftarrows \ Pb(HCO_{3})_{2}}}}
- При нагревании окисляется кислородом:

{\displaystyle {\mathsf {6PbCO_{3}+O_{2}\ {\xrightarrow {350^{o}C}}\ 2Pb_{3}O_{4}+6CO_{2}}}}